# Collège Éducacentre
Koordinaten: 49° 15′ 50,9″ N, 123° 7′ 26″ W
Das Educacentre College (vollständiger offizieller Name: Collège Éducacentre College) ist das einzige College in British Columbia, das Erwachsenenbildung vollständig in französischer Sprache anbietet. Der Schwerpunkt liegt auf integrierenden Dienstleistungen: der Verbindung von komplementären Bildungs- und Beratungsleistungen verschiedener Niveaustufen. Das Hauptziel ist, der frankophonen Bevölkerung Bildungsangebote in ihrer Muttersprache zu unterbreiten und im gleichen Zug die Ausbildung der englischen Sprache zu unterstützen. Das Angebot beinhaltet berufsbezogene Kurse, Grundbildung für Erwachsene und Dienstleistungen rund um die persönliche berufliche Entwicklung, wie Beratung für Arbeitssuchende sowie die Integration von Immigranten. Das Weiterbildungsangebot enthält außerdem Kurse für Französisch als Fremdsprache. Das College ist für die gesamte Provinz British Columbia zuständig und unterhält neben dem Campus in Vancouver Zweigstellen in Victoria und Prince George. Hinzu kommt der „Virtuelle Campus“, ein umfangreiches E-Learning-Angebot.

## Geschichte
Educacentre wurde im Jahr 1976 gegründet und erhielt 1992 die Anerkennung als gemeinnützige Einrichtung für die Entwicklung und Durchführung von Bildungsdienstleistungen.

## Mission
Die Mission ist es, als „Community College“ eine führende Rolle in der Entwicklung persönlicher, beruflicher und gesellschaftlicher Kompetenzen der frankophonen und frankophilen Bevölkerung zu übernehmen.

## Campus
Educacentre unterhält drei Campusse in British Columbia: Vancouver, Victoria und Prince George. Zusätzlich werden die meisten Kurse als Fernstudium via E-Learning angeboten, um der persönlichen Zeitplanung der Zielgruppe zu entsprechen und auch entlegene Regionen der Provinz zu erreichen. Das College beschäftigt mehr als 50 Angestellte in Voll- oder Teilzeit. Pro Jahr nehmen mehr als 1.500 Personen die Leistungen des Colleges in Anspruch.

## Angebote
Das College bietet berufsqualifizierende Kurse für:
- Verwaltung/Mitarbeiterführung
- Erziehung (Pädagogische Assistenz, frühkindliche Erziehung)
- Krankenpflege (Autismus und Verhaltenswissenschaften, Altenpflege und Palliativpflege)
- Sprache und Kommunikation
- Tourismus und Gastgewerbe (Veranstaltungsmanagement).

Alle Kurse werden als Fernstudium vollständig in französischer Sprache angeboten, ergänzt durch fachspezifische Englischkurse.
Die berufsqualifizierenden College-Kurse werden durch kürzere Weiterbildungsseminare ergänzt.

## Angebotene Dienstleistungen
- Berufs- und Studienberatung
- Unterstützung bei der Arbeitsplatzsuche
- Integrationsberatung für Migranten
- Workshops
- Sprachlabor
- Alphabetisierungszentrum
- Computerlabor
- Pflegeschule